# Wäscherei

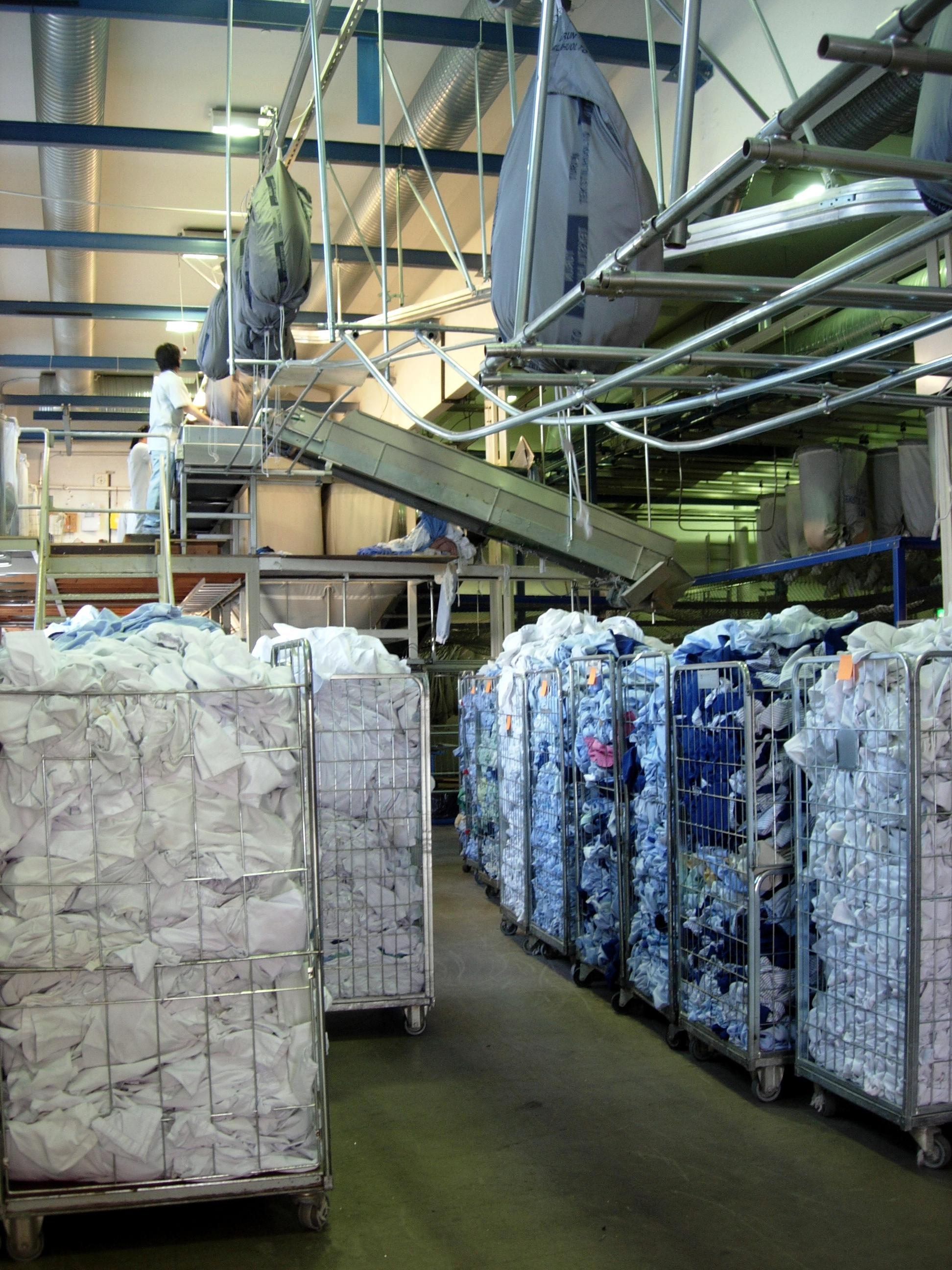
Großwäscherei (2008)

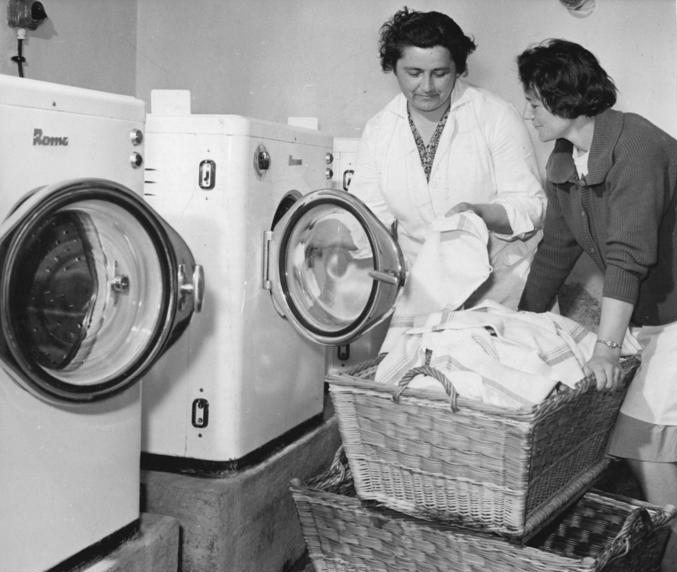
Dorfwäscherei (1962)

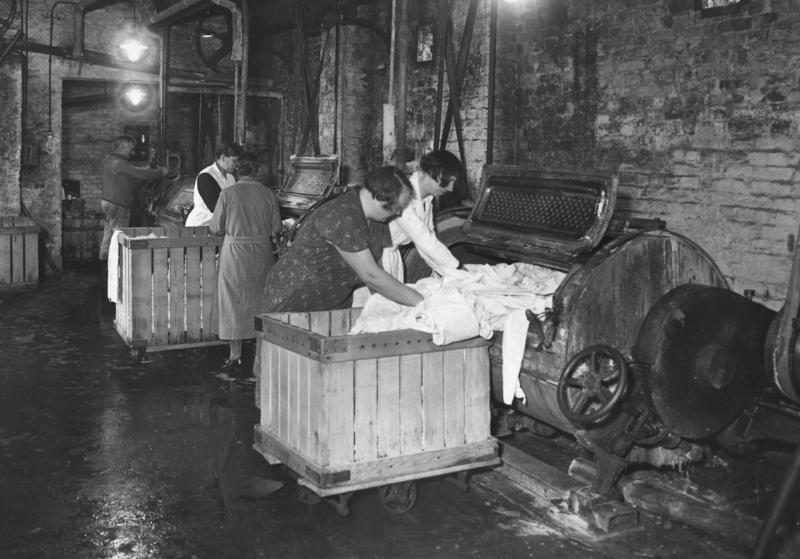
Großwäscherei (1936)

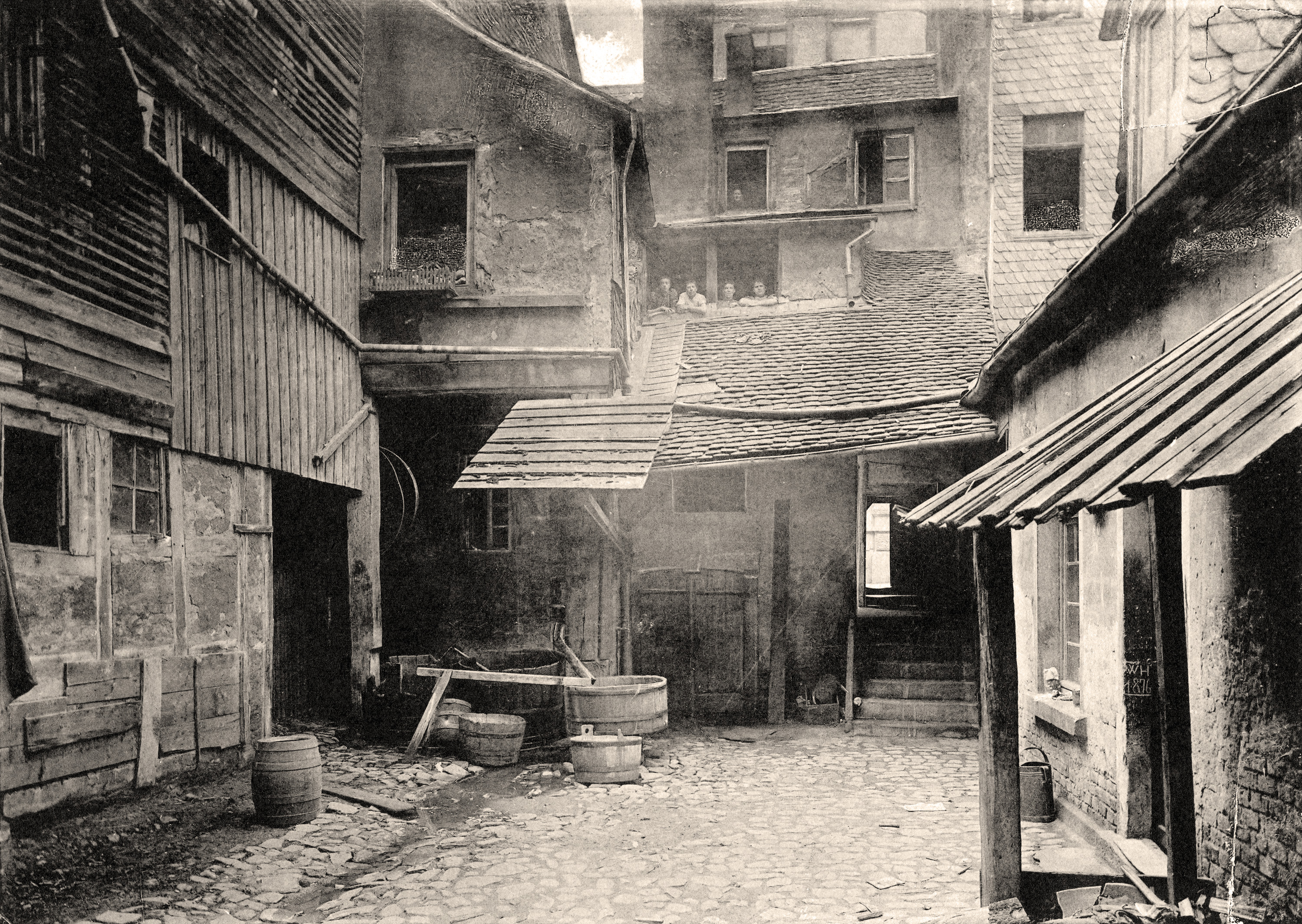
Waschhaus in Frankfurt-Sachsenhausen (1880)

Eine Wäscherei ist ein Dienstleistungsunternehmen oder eine Organisationseinheit in einem Betrieb, in dem waschbare Textilien gewaschen und wiederaufbereitet werden, im Gegensatz zur chemischen Reinigung, bei der nichtwaschbare Textilien gereinigt werden.
Ist die Wäscherei keine Organisationseinheit eines Unternehmens (z. B. Klinikum), sondern eine wirtschaftlich selbständige Einheit, spricht man auch von einer gewerblichen Wäscherei, Großwäscherei oder Industriewäscherei.
Eine gewerbliche Wäscherei erbringt grundsätzlich eine Dienstleistung (Transport und Waschen von Textilien), benötigt aber zum Erbringen dieser Dienstleistung einen hohen Energiebedarf und einen aufwendigen Maschinenpark, womit man sie auch als Produktionsbetrieb bezeichnen könnte. Aufgrund ihrer Kostenstruktur hat eine Wäscherei eine Zwitterstellung zwischen Dienstleistungs- und Produktionsbetrieb inne. Des Weiteren gehört das Stellen der logistischen Ressourcen zur Dienstleistung einer gewerblichen Wäscheversorgung.
Als nachweislich älteste noch arbeitende Wäscherei Deutschlands gilt die Wäscherei „Erika“ in Bad Bevensen. Sie wurde urkundlich erstmals 1602 erwähnt.

## Ausbildungsberuf in einer Wäscherei
Der zum Berufsbild zugehörige Ausbildungsberuf ist der des Textilreinigers/-in.
Nach dem Hauptschulabschluss dauert die Ausbildung drei Jahre, bei mittlerer Reife oder Abitur ist eine Verkürzung möglich. Inhalte der Ausbildung sind Textilkunde, Textilreinigungstechnik, Arbeitstechnik, Umwelt & Hygiene, Kundenkontakt und -beratung sowie betriebswirtschaftliche Vorgänge.
Nach der Ausbildung kann die Gesellenprüfung und nach mindestens drei Gesellenjahren die Meisterprüfung abgelegt werden. Über die Fachhochschulreife oder das Abitur, verbunden mit einer mindestens einjährigen Berufstätigkeit, bietet sich sowohl ein technisches Studium zum Diplom-Ingenieur im Bereich Textil- und Bekleidungstechnik an als auch der betriebswirtschaftliche Studiengang „Textildienstleistungen“.

## Wäschearten in einer Wäscherei

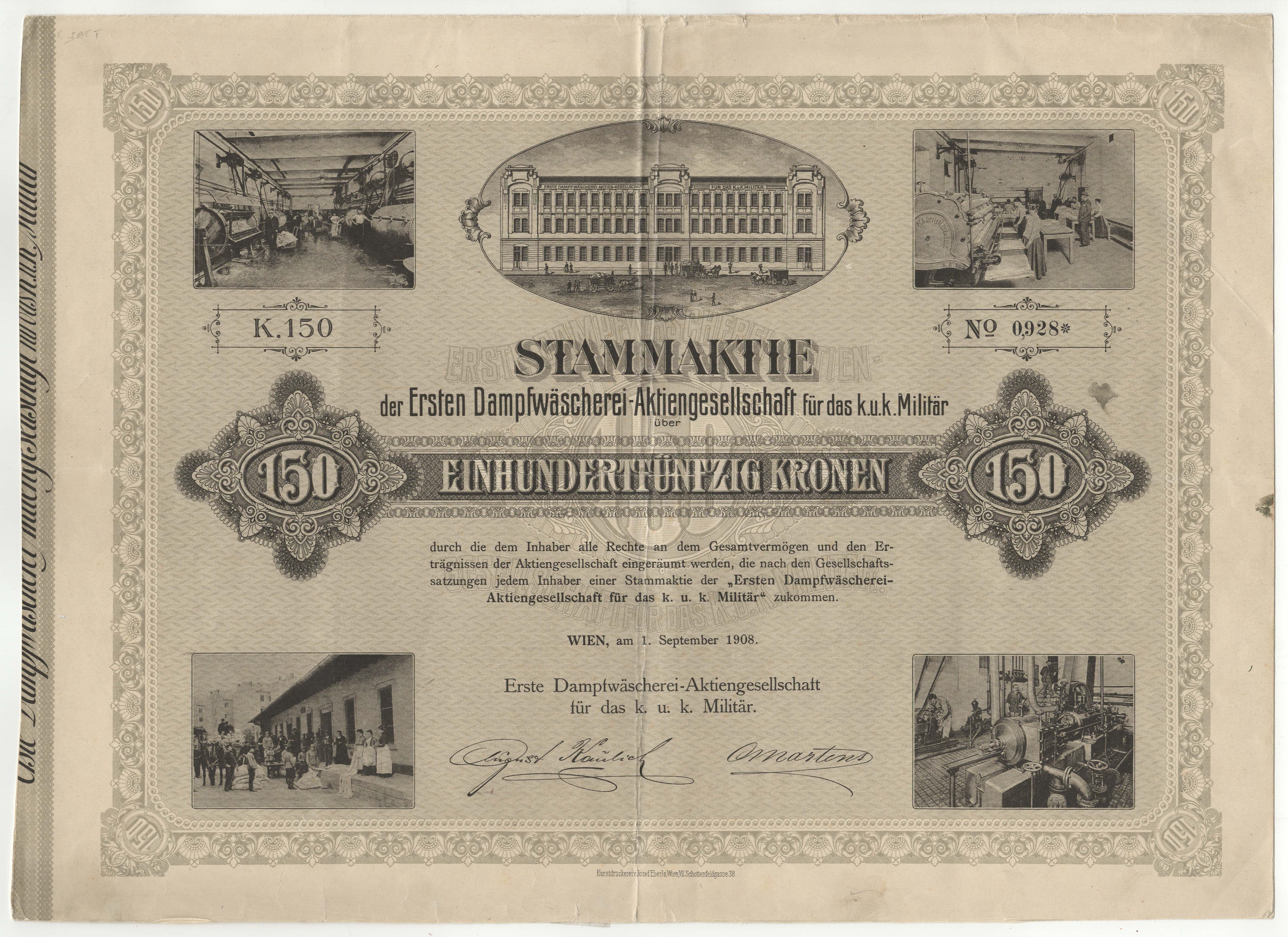
Aktie der Ersten Dampfwäscherei-AG für das k. u. k. Militär vom 1. September 1908

Während früher das Privatkundengeschäft noch eine große Rolle gespielt hat, steht heute das Waschen von Objektwäsche (aus Krankenhäusern, Alten- und Pflegeheimen, Hotelbetrieben und Gastronomie), Berufs- und Schutzkleidung (aus Industrie und Handwerk bis zur Corporate Businesskleidung), sowie Bekleidung (vor allem aus Alten- und Pflegeheimen) im Vordergrund. Ebenfalls waschbar sind heute eine Vielzahl an Matratzen, Kissen- und Deckeninletts, Industrieputztüchern oder Wischmopps von Gebäudereinigungsfirmen.
Es gibt keine allgemeingültige Einteilung der waschbaren Textilien, es erfolgt jedoch vielerorts eine Zusammenfassung von Textilien nach der dem Waschprozess nachgeordneten Bearbeitungsstufen in:
- Mangelwäsche (auch Flachwäsche: vor allem Bett- und Tischwäsche, alle mangelfähigen Textilien)
- Trockenwäsche (Frottee- und Unterwäsche, alle Trockner-beständigen Textilien)
- Finishbare Textilien (Berufskleidung aus Mischgewebe)

Das Bearbeiten kundeneigener Wäsche wird im Allgemeinen als Lohnwäsche bezeichnet. Im Gegensatz zu Leasingwäsche, die durch die Wäscherei im Rahmen der Objekt- und Mitarbeiterausstattung einem Leasingnehmer zur Verfügung gestellt wird.
Der Anteil an Lohnwäsche ist in den vergangenen Jahren stark zurückgegangen, so dass viele Wäschereien die Dienstleistung der Objektausstattung und Berufskleidung im Leasing stark ausgebaut haben. Dabei ist der Begriff Leasingwäsche oft nicht der richtige Ausdruck, vielmehr handelt es sich in den meisten Fällen um Mietwäsche, da die Wäscheart von der Wäscherei vorgegeben ist. Zu diesem Bereich zählt das Verleihen und Reinigen von Fußmatten.
Vor allem große national und international tätige Unternehmen, bieten reine Lohnwäschebearbeitung nicht mehr an, sondern verstehen sich ausschließlich als Leasingunternehmen, zum überwiegenden Teil mit Spezialisierung auf z. B. Berufskleidung, Hotelgewerbe oder Gesundheitswesen.

## Betreiben einer gewerblichen Wäscherei
Für das Betreiben einer gewerblichen Wäscherei gelten eine Vielzahl von Gesetzen und Verordnungen, die vor allem Hygiene, Arbeitssicherheit, bauliche Voraussetzungen und Umweltverträglichkeit des Betriebes regeln.

### Hygiene im Gesundheitswesen
Für die Wäsche aus Einrichtungen des Gesundheitswesens, die sich z. B. mit der Pflege von Menschen beschäftigen, gibt es für die Wäscheaufbereitung zahlreiche Vorschriften. Dazu gehören das Infektionsschutzgesetz, das Medizinproduktegesetz, die Biostoff-Verordnung und die Empfehlungen des Robert Koch-Instituts (RKI). Die Empfehlungen des RKI haben Quasi-Gesetzescharakter. Zu den Textilien, die dort nach strengen Kriterien aufbereitet werden müssen, zählen neben OP-Textilien und Bettwäsche auch die Berufskleidung von Pflegern und Krankenschwestern.

### Hygiene in der Lebensmittelbranche und Gastronomie
Lebensmittel sind mittlerweile die weltweit wichtigsten Überträger von Infektionskrankheiten beim Menschen. Die Übertragung von Keimen und Krankheitserregern durch den Menschen gehören nach einer Untersuchung der WHO zusammen mit ungenügender Kühlung und Erhitzung der Lebensmittel zu den Hauptgründen für die untersuchten Verunreinigungen der Lebensmittel. Sie ließen sich aber fast immer durch einfache Hygienemaßnahmen wie beispielsweise geeignete und einwandfrei hygienische Kleidung der Mitarbeiter vermeiden. Auch beim Servicepersonal gehört gepflegte und hygienisch einwandfreie Kleidung zum Standard, um die Kontamination von fertig vorbereiteten Speisen mit Krankheitserregern zu vermeiden.

### Überwachte Hygiene
Es gibt mehrere Systeme zur Hygienesicherung in Wäschereien.
1. Das RABC-System ist das jüngste und modernste System. Es ist ein Qualitätsmanagementsystem, welches eine Risikoanalyse und ein Kontrollsystem zur Biokontamination der in Wäschereien aufbereiteten Textilien enthält. Es wurde als Europäische Norm EN 14065 im Jahr 2002 publiziert. Einer der Vorteile dieses Systems ist, dass mehrere unabhängige Institute in der Lage sind, dieses System zu zertifizieren. Das wfk-Institut hat mehrere Forschungsprojekte zum RABC-System durchgeführt.[4]
2. In der Organisation „Gütegemeinschaft sachgemäße Wäschepflege e. V.“ sind in Deutschland alle Betriebe zusammengeschlossen, die mit dem RAL-Gütezeichen 992 (992/1 Haushalts- und Objektwäsche, 992/2 Krankenhauswäsche und 992/3 Wäsche aus lebensmittelverarbeitenden Betrieben) ausgezeichnet sind. Die strengen Vorschriften des RAL-Gütezeichens gewährleisten, dass alle einschlägigen deutschen und europäischen Vorschriften, Normen und Gesetze eingehalten und Änderungen umgehend in den Vorgabenkatalog umgesetzt werden. Das RAL-Gütezeichen wird nur an Betriebe verliehen, bei denen die Einhaltung dieser Vorgaben durch eine lückenlose Überwachung der Prozesse und Produkte durch ein unabhängiges Institut erfolgt. In Deutschland übernehmen die Hohenstein Institute diese Kontrollfunktion.
3. Eine weitere Alternative stellen Kontrolluntersuchungen nach bestimmten Standards dar. So kann z. B. ein Hygienezeugnis an Wäschereien vergeben werden, die die Anforderungen des Robert Koch-Instituts zur Aufbereitung von Krankenhauswäsche erfüllen.[5]

### Gesetze und Verordnungen
(Diese Liste erhebt keinen Anspruch auf Vollständigkeit)
- RAL-Güte- und Prüfbestimmungen RAL-GZ 992.[6]
- DIN EN 14065 (RABC-System): In Wäschereien aufbereitete Textilien. Beuth Verlag, Berlin 2002.[7]
- DIN 11905: Wäscherei- und Chemischreinigungsmaschinen: Waschmaschinen, Begriffe, Maschinenausführungen, Anforderungen. Beuth Verlag, Berlin 1975
- Satzung der Gütegemeinschaft sachgemäße Wäschepflege e. V.
- Forschungsinstitut Hohenstein Gesetze, Vorschriften, Richtlinien und Bestimmungen für die Wäscherei- und Textilhygiene. Bönnigheim 2003
- Berufsgenossenschaftliche Regel BGR 500, Betreiben von Arbeitsmitteln, davon Kapitel 2.6 „Betreiben von Wäschereien“
- Berufsgenossenschaftliche Regel BGR A1 Grundsätze der Prävention
- GUV-R 250/TRBA 250 Biologische Arbeitsstoffe im Gesundheitswesen und in der Wohlfahrtspflege
- Liste der vom Robert Koch-Institut geprüften und anerkannten Desinfektionsmittel und -verfahren, 15. Ausgabe[8]
- Desinfektionsmittel-Liste des VAH (Verbund für Angewandte Hygiene)
- Hieß früher DGHM-Liste resp. Liste der nach den Richtlinien für die Prüfung chemischer Desinfektionsmittel geprüften und von der deutschen Gesellschaft für Hygiene und Mikrobiologie als wirksam befundenen Desinfektionsverfahren
- RKI-Richtlinie: Richtlinie der Kommission für Krankenhaushygiene und Infektionsprävention des Robert Koch-Instituts, Anlagen zu den Ziffern 4.4.3 und 6.4, „Anforderungen an die Wäsche aus Einrichtungen des Gesundheitswesens, die Wäscherei und den Waschgang und Bedingungen für die Vergabe von Krankenhauswäsche an gewerbliche Wäschereien“
- Infektionsprävention in Heimen. Empfehlung der Kommission für Krankenhaushygiene und Infektionsprävention beim Robert Koch-Institut (RKI)
- Anforderungen an die Hygiene bei der Reinigung und Desinfektion von Flächen. Empfehlung der Kommission für Krankenhaushygiene und Infektionsprävention beim Robert Koch-Institut (RKI)
- Infektionsschutzgesetz (Gesetz zur Verhütung und Bekämpfung von Infektionskrankheiten beim Menschen)
- Biostoffverordnung (Verordnung zur Umsetzung der EG-Richtlinie über den Schutz der Beschäftigten gegen Gefährdung durch biologische Arbeitsstoffe bei der Arbeit)
- Merkblatt TA 2048, BG-Information für Wäschereien mit Waschgut, von dem eine Infektionsgefahr für die Beschäftigten ausgeht
- Gesetz über Medizinprodukte
- Verordnung über die Erfassung, Bewertung und Abwehr von Risiken bei Medizinprodukten (Medizinprodukte-Sicherheitsplanverordnung – MPSV)
- Verordnung über das Errichten, Betreiben u. Anwenden von Medizinprodukten (Medizinprodukte-Betreiberverordnung – MPBetreibV)
- Anforderungen an die Hygiene bei der Aufbereitung von Medizinprodukten. Empfehlung der Kommission für Krankenhaushygiene und Infektionsprävention beim Robert-Koch-Institut (RKI) und des Bundesinstituts für Arzneimittel und Medizinprodukte (BfArM).[9]
- Verordnung über Medizinprodukte (Medizinprodukte-Verordnung – MPV)
- Richtlinie des Rates über Medizinprodukte (Richtlinie 93/42/EWG über Medizinprodukte)
- Lebensmittelhygieneverordnung, Artikel 1: Verordnung über Lebensmittelhygiene
- Richtlinie des Rates für Persönliche Schutzausrüstungen (Richtlinie 89/686/EWG, Herstellerrichtlinie)
- Richtlinie des Rates für Persönliche Schutzausrüstungen (Richtlinie 89/656/EWG, Benutzerrichtlinie)
- Achte Verordnung zum Gerätesicherheitsgesetz, Bekanntmachung der Neufassung der Verordnung über das In-Verkehr-Bringen von persönlichen Schutzausrüstungen
- Harmonisierungsrichtlinie für CE-Konformitätskennzeichnung
- Für das Einleiten der Abwässer aus der Wiederaufbereitung von Wäsche in die öffentliche Kanalisation gelten die Auflagen der Genehmigung der Wasserbehörde[10] bzw. gemäß der jeweiligen Ortssatzung. Diese folgen den durch Rechtsverordnung nach § 57 Abs. 2 WHG festgesetzten Mindestanforderungen an das Einleiten in Gewässer[11] sowie dem Merkblatt DWA-M 115 der Deutschen Vereinigung für Wasserwirtschaft, Abwasser und Abfall e. V.
- Verordnung über Arbeitsstätten vom 12. August 2004. Bundesgesetzblatt I 2004: 2179

## Prosa
In einem in verschiedenen Versionen geläufigen Zungenbrecher wird das Gewerbe der Wäscherinnen behandelt:

„Wir Wiener Wäscheweiber wollen/würden weiße Wäsche waschen, […]“